# Vasilij Nikolajevič Devjatnin
Vasilij Nikolajevič Devjatnin (1862 – 28. března 1938) byl ruský učitel, esperantista a stylista.

## Dílo

### Jeho dílo
- Nevola mortignito - báseň
- Edziĝo - drama
- Nefinita Dramo - drama
- La instruita mimikisto - drama
- Unuaj Esperantistaj Satiroj - učebnice
- Elementa Esperanta Sintakso - učebnice
- Esperant Afiksaro - učebnice
- Propaganda Piedvojaĝo - spis

### Překlady
- Boris Godunov - Alexandr Puškin
- Ruslano kaj Ludmila - Alexandr Puškin
- Poltava - Alexandr Puškin
- Husaro - Alexandr Puškin
- La reĝo judea - Romanov
- Garantio - Friedrich Schiller
- Infano de Zorgo - Johann Gottfried Herder
- Demono kaj Anĝelo - Michail Jurjevič Lermontov